# AS-103 (SA-9)

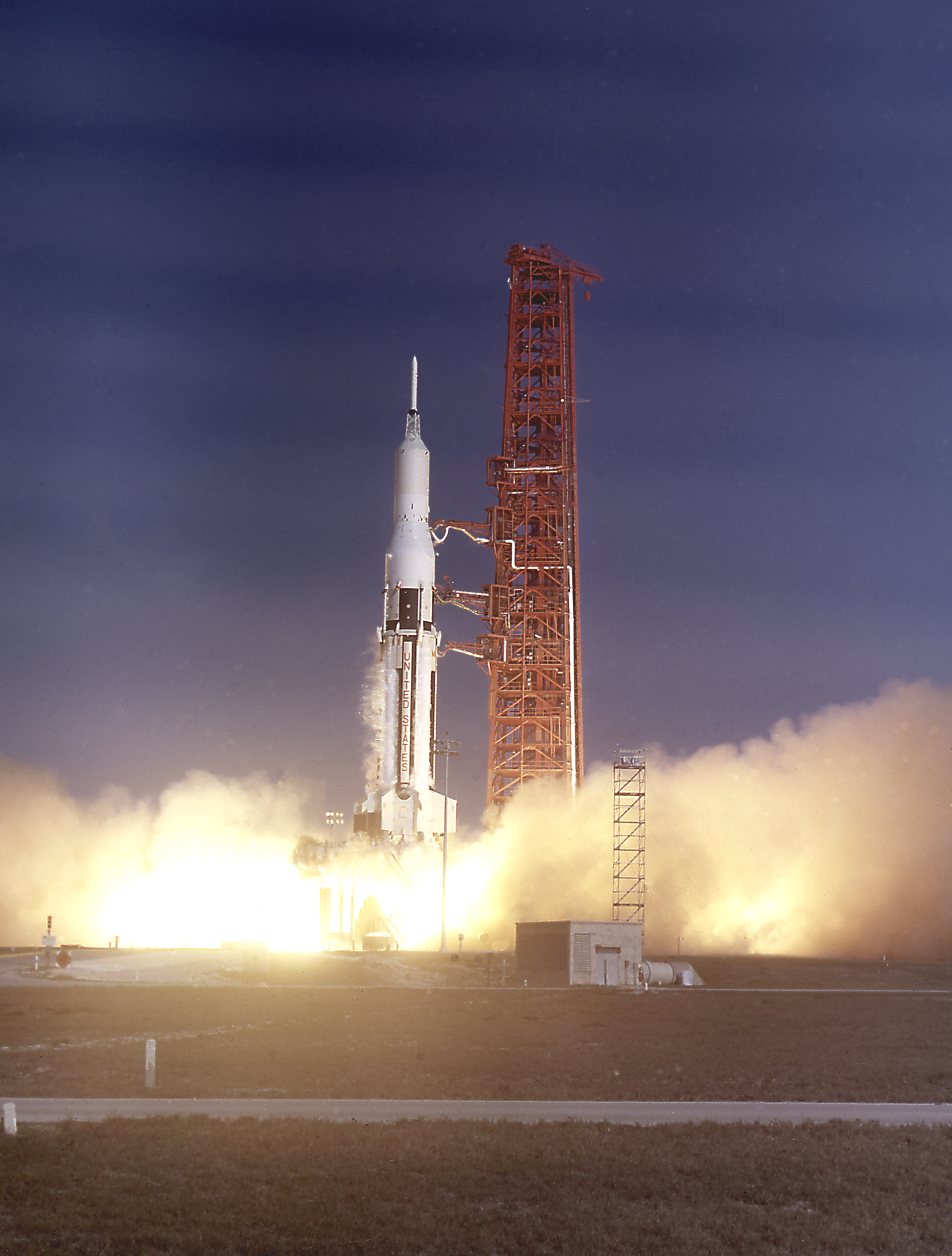
Старт SA-9

«SA-9» (англ. Saturn-Apollo 8, Сатурн-Аполлон-9) — восьмий політ  ракети-носія Сатурн-1, здійснений за програмою Аполлон. Четвертий запуск двоступеневої ракети (блок 2). Безпілотний випробувальний політ. запуск макета командного модуля і супутника Пегас-1. Пегас-1 був першим активним космічним апаратом, запущеним ракетою-носієм Сатурн-1.

## Опис
Сатурн-1 була двоступеневою ракетою-носієм зі ступенів S-I і S-IV. Нагорі другого ступеня було прикріплено масогабаритний макет корабля Аполлон (BP-16) у складі командного і службового відсіків.
Командний відсік у формі алюмінієвого конуса зі сферичною основою, діаметром основи 391 см, висотою конуса 356 см, був вкритий корком для теплозахисту й імітував розміри, масу, форму і центр маси відсіку у пілотованому польоті.
На вершині відсіку було змонтовано башту системи порятунку на старті висотою 305 см, до якої було прикріплено макет двигуна довжиною 470 см
Службовий відсік з алюмінію, діаметром 391 см, довжиною 358 см, розташовувався під командним відсіком.
Під час запуску службовий відсік захищав метеорологічний супутник Пегас-1 від потоків повітря.
Супутник кріпився до перехідника, а той — до відсіку приладів.
Відсік приладів масою 16 650 кг довжиною 24,4 м використовувався для розміщення приладів, що вимірювали 133 показники, зокрема перепади температур і аеродинамічні навантаження. Також відсік мав три телеметричні системи.
Після відокремлення першого ступеня і вмикання двигунів другого ступеня відстрілювалась система порятунку на старті.
Після виходу на орбіту другого ступеня відокремлювався масогабаритний макет. Супутник Пегас залишався прикріпленим до другого ступеня і розкривав крилоподібні панелі сонячних батарей.

## Підготовка
Носій з номером SA-9 був підготовлений до запуску раніше від носія з номером SA-8, тому полетів раніше на три місяці.
Проблеми з супутником Пегас-1 затримали установку ракети-носія до кінця жовтня 1964.
Під час підготовки ракети до запуску відбулося два вмикання двигунів: внаслідок заміни батарей живлення у супутнику Пегас і під час збою в роботі комп'ютера системи безпеки на космодромі. Витік води, що утворилася внаслідок роботи двигунів, залив допоміжні електричні системи.

## Політ
16 лютого 1965 о 14:37:03 UTC відбувся успішний запуск ракети-носія Сатурн-1 з масогабаритним макетом командного відсіку і супутником Пегас-1.
10 липня 1985 після 7 449 діб польоту макет зійшов з орбіти і згорів у атмосфері Землі.